# Meerkerkdreef
De Meerkerkdreef is een dreef in de wijk Gaasperdam in Amsterdam-Zuidoost. De dreef is geheel hooggelegen conform de uitgangspunten van het stedenbouwkundig plan voor de destijds nog als Zuid Bijlmer benoemde uitbreiding en maakt als gewone stadsweg deel uit van de doorgaande route S112 samen met de Holendrechtdreef en Meibergdreef.
Het eerste gedeelte, uitsluitend voor snelverkeer, werd geopend in 1977 en ligt in het verlengde van de Huntumdreef en loopt zuidwaarts, na passage boven de Gaasperdammertunnel met Brasapark. Samen met de Huntumdreef en Holendrechtdreef verving de weg op dat gedeelte de toen gesloten Rijksstraatweg. Na de kruising met de Holendrechtdreef loopt de dreef sinds 1980 verder zuidwaarts en dan met een bocht naar links oostwaarts tot de Reigersbosdreef. Oorspronkelijk zou de Meerkerkdreef hier eindigen en overgaan in de Veenendaaldreef. Door het niet doorgaan van de verlenging van de Gooiseweg zuidwaarts van de Gaasperdammerweg is de Veenendaaldreef echter nooit gerealiseerd. Sinds 1982 loopt de dreef daarom verder oostwaarts en gaat dan met een bocht naar links over in de Langbroekdreef. Op dit gedeelte bevindt zich aan de noordoostkant ook een fietspad. Vlak voor de rotonde met de Langbroekdreef en de Valburgdreef takken een tweetal dienstwegen naar links naar een kinderboerderij en een afvalpunt van de gemeente Amsterdam.
Bus 41 rijdt over het noordelijke gedeelte van de dreef en bus 47 over het middelste gedeelte waarbij de haltes via trappen met het maaiveld zijn verbonden.
De dreef is bij een raadsbesluit van 25 juni 1975 vernoemd naar de plaats Meerkerk (in de streek Vijfheerenlanden in midden-Nederland).

## Kunst
Aan de dreef bevinden zicht een tweetal kunstwerken:
- Zonder titel (Dik Box, Amsterdam-Zuidoost) van Dik Box
- Zonnebaken van Piet Slegers[3]